# 陳思濟
陈思济（1232年—1301年），字济民，号秋冈，元朝睢州柘城（今河南省柘城县）人。
陈思济年轻时以才器著称。忽必烈没有即位之前，召他备充顾问。中统元年（1260年），忽必烈即位，始建省部，使他掌管敷奏，事无巨细，都有一定的准绳。后随廉希宪到陕西为官，后又随他入朝在中书任官。至元六年（1269年）为承务郎、同知高唐州事，有治绩。入朝拜监察御史，曾弹劾阿合马行为不法，出知沁州。至元十四年（1277年），同知绍兴路总管。历任同知浙东道宣慰司事、两淮都转运盐使、岭北湖南道肃政廉访使、池州路总管、江西湖东道肃政廉访使等职，有政绩。大德五年（1301年），担任通议大夫、佥河南江北等处行中书省事，未到任，病故。追封颍川郡侯、谥文肃。有著作《秋冈集》。其子陈诚，袭爵恩荫入官，官至监察御史、朝列大夫、佥广西道肃政廉访司事。